# Moremi Air
Moremi Air Botswana es una aerolínea charter con base en Maun, Botsuana.

## Datos
Moremi Air tiene su base en Maun, la quinta mayor ciudad de Botsuana. La aerolínea fue fundada en 1995.

## Flota
- 1 - Cessna 208 Grand Caravan
- 1 - Britten-Norman Islander
- 2 - Cessna 206 Stationair
- 2 - Cessna 210 Centurion
- 2 - Gipps GA8 Airvan
- 1 - PAC 750XSTOL